# Indeks Dostępności Kredytowej
Indeks Dostępności Kredytowej (IDK) – wskaźnik (indeks) wyliczany na podstawie trzech parametrów rynkowych: średniej marży kredytu, maksymalnego możliwego LtV oraz zdolności kredytowej. Indeks ten wyliczany jest na podstawie uśrednionych ofert dziesięciu banków z rynkowej czołówki i obrazuje sytuację na rynku kredytów hipotecznych udzielanych w PLN.
Założenia indeksu stworzyli i wdrożyli Marcin Krasoń ze strony Open Finance i Radosław Wróblewski ze strony TVN CNBC Biznes. Indeks obliczany jest każdego miesiąca przez Open Finance i TVN CNBC Biznes od listopada 2009. Aktualnie prezentowany jest w programie „Godzina Dla Pieniędzy”.